# المواطن كين
المواطن كين فيلم دراما أمريكي تم انتاجه عام 1941، أخرجه أورسن ويلز. وتم توزيعه بواسطة أر.كي.أو بيكتشرز وكان أول أفلام ويلز. حاز الفيلم على جائزة الأوسكار، تم التصوير في مدينة نيويورك، الولايات المتحدة الأمريكية، بلغ إجمالي الإيرادات عند عرضه في الولايات المتحدة الأمريكية إلى حوالي $1,585,634، بلغت ميزانية الفيلم حينذاك حوالي $686,033  ، الفيلم ناطق بالإنجليزيه، وكان أول عرض له في 5 سبتمبر 1941 بالولايات المتحدة الأمريكية.

## الحبكة

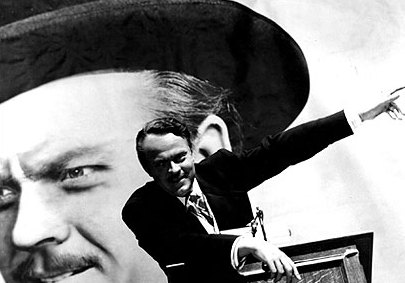
أورسون ويلز في دور تشارلز فوستر كين

يبدأ الفيلم مع لقطات من زانانادو، والعقارات الفخمة الواسعة في ولاية فلوريدا مع علامة «لا للتعدي على ممتلكات الغير» على البوابة. داخل قصر في الضيعة مسن تشارلز فوستر كين على فراش الموت حاصل على كرة الثلج (لعبة) وينطق كلمة واحدة، «البرعم»، قبل أن يموت. العالم ينزلق من يده ويتحطم على الأرض. نشرة إخبارية تنعى وتحكي قصة حياة كين، وهو ناشر صحيفة ثري جدا. في شريط إخباري يروي حياة كين بأكملها، بما في ذلك الكلمات الغامضة الأخيرة. يصبح موت كين الخبر المثير حول العالم. المنتج والمراسل الإخباري جيري تومسون يسبر غور معنى «البرعم».
طومسون يحدد مقابلة مع أصدقاء كين والمقربين. اقترب من زوجة كين الثانية، سوزان إسكندر كين، وهي الآن كحولية التي تدير ملهى ليلي الخاص بها، لكنها ترفض التحدث معه. طومسون يذهب إلى الأرشيف الخاص بالراحل المصرفي والتر باركس تاتشر. من خلال مذكرات تاتشر المكتوبة، طومسون يعلم أن طفولة كين بدأت في الفقر في ولاية كولورادو. وبعد اكتشاف منجم للذهب في ممتلكاتها، ماري كين ترسل تشارلز بعيدا للعيش مع تاتشر حتى انه سيلقى تعليما بشكل صحيح. الشاب كين يرى وهو يلعب بسعادة بزلاجات الثلج في منزل والديه ويبدى احتجاجا على إرساله للعيش مع تاتشر. بعد وضع يده بالكامل استنادا إلى قانون التوكيل (إدارة الممتلكات) في سن ال 25، كين يدخل عمل الصحف ويشرع في مهنة الصحافة الصفراء. انه يحكم السيطرة على  نيويورك إنكوابرر  ويبدأ نشر المقالات الفاضحة التي تهاجم المصالح التجارية لتاتشر. بعد انهيار سوق الأسهم في عام 1929 اضطر كين لبيع حصة مسيطرة في صحيفة إمبراطوريته لتاتشر.
طومسون بعد ذلك يعقد المقابلات مع مدير الأعمال الشخصي لكين، السيد بيرنشتاين. ويذكر برنشتاين كيف وظف كين أفضل الصحفيين على الساحة لبناء «تداول» إنكوايرز . كين يرتفع إلى القمة من خلال التلاعب بنجاح أمام الرأي العام فيما يتعلق بالحرب الأمريكية الإسبانية والزواج من اميلي نورتون، ابنة الأخ لرئيس الولايات المتحدة.
طومسون أيضا يعقد اللقاءات مع أفضل صديق لكين، جيديدية ليلاند، في التقاعد المنزلى. ليلاند يشير إلى أن زواج كين لإميلي يتحلل على مر السنين، وقال انه يبدأ علاقة غرامية مع المغنية من الهواة سوزان إسكندر بينما هو يركض ليفوز يمنصب محافظ نيويورك. كل من زوجتة وخصمه السياسي اكتشفا هذه القضية وأدت فضيحة سياسية لإنهاء حياته السياسية. كين تزوج سوزان ويرغمها إلى مهنة مذلة بالأوبرا التي قالت انها ليس لديها موهبة ولا طموح. سوزان وافقت على مقابلة مع طومسون، ويشير لها بفشل مهنة الأوبرا. كين يسمح لها أخيرا على التخلي عن مهنتها الغنائية بعد أن أقدمت على الانتحار بعد سنوات.
إنقضت هيمنة كين عليها وعاشت في عزلة في اكسانادو، سوزان تركت كين. بتلر كين ريمون يروي أنه بعد ترك سوزان بدأ كين تدمير محتويات غرفة نومها بعنف. انه يسكن فجأة عندما يرى لعبة العالم الثلجية ويقول «البرعم».
مرة أخرى في اكسانادو، حيث يجري تصنيفها من ممتلكات كين أو تم التخلص منها. يختتم طومسون أنه غير قادر على حل اللغز وأن معنى «البرعم» ستبقى إلى الابد لغزا. كما ينتهي الفيلم، الكاميرا تكشف أن البرعم كان اسم زلاجات من طفولة كين في ولاية كولورادو. فكرت أن تكون غير مرغوبا فيها من قبل موظفى اكسانادو، ويتم حرق الزلاجات في الفرن.

### لرواية بالتفويض: قضية البحث عن الدلالة
من الواضح ان الإجماع معقودا لفيلم (المواطن كين), حول مدى أهميته في تاريخ السينما، وريادته في ابتكار واستحداث أدوات وحيل تعبيرية لم يستبقها أحد إليها. مثل شحن الصورة أو اللقطة الواحدة داخل المشهد بكثرة متباينة من العناصر المرئية-ثابتة ومتحركة- الأمر الذي يعزز من وهم عمق المجال داخل الصورة. والإجماع معقود أيضا بشأن تصفيتفه ضمن قائمة أفضل مائة فيلم، وقائمة احسن عشرة أفلام.. الخ. وهذا الإجماع يمتد مرة ثالثة -إلى- الشكل السردى للفيلم. وتجمع كل المراجع، على القول بأن النمط السردى "type of narration" يعتمد على وسيلة قص توظيف اسلوب العودة إلى الماضي أو «الفلاش باك» حيث تقوم مجموعة من الشخصيات بتقديم شهادات متباينة من مضمونها ومقاصدها وتفسيرات مختلفة حول نفس الشخصية أو ذات الحدث أو أنها نظام من الأزمة المتداخلة لذكريات بعض معاونى كين.
وبعض المراجع تصف هذا النمط من السرد فتقول " أن ابرز ما يبدو في بناء السيناريو هي مجموعة من الذكريات التي لا تعتمد على التسلسل الزمنى
وكل هذة الآراء- مجرد عينة لما هو وارد في عشرات المراجع- تجتمع عند فكرة توظيف (الفلاش باك) من خلال استرجاع أحداث الماضى من منظور أربعة شخصيات وقع عليها الاختيار من بين العديد ممن التقوا أول من عيلوا مع «كين» لكن الشخصيات الأربعة، هي الأقرب من الشخصية المحورية في فيلم (المواطن كين). وحيث يتم مقابلتها بواسطة طومسون (thompson) للكشف عن ملامح شخصية «كين».
غير أن الدراسة تتحفظ كثيرا حول ذلك الإجماع الذي يذهب إليه النقاد وكذا العديد من المراجع فالتطور الحادث في مجالات النقد والخاصة بتحليل الخطاب الروائي والدراسات الخاصة بتحديد دور الراوى داخل النص السردى منذ أوائل الستينات عندما قدم (بوث) كتابه العمدة «بلاغة السرد» وما أعقبه من أبحاث ودراسات قد بلور علما جديدا هو «السرديات». وهو ما يجعلنا نرفض النتيجة التي يتمحور حولها إجماع تلك الكتابات التي مازالت تعتمد الآراء القديمة ولم تلاحقها وتثريها بما هو جديد في النقد. وهنا يمكن للدراسة أن تطرح ماتراه تطويرا أو حتى بديلا عن وصف النمط السردى المستخدم في «المواطن كين» بأنه مجموهة من الاسترجاعات/فلاش باك. وتقترح الدراسة تطويرها على النحو الذي نفصله بعد قليل، حيث أن تعبير (فلاش باك) لم يعد قادرا على الوفاء بالمعنى الحقيقى لكشف وقائع حديث في الزمن الماضي.
وقبل أن تقدم الدراسة ماتراه بمثابة اقتراح أو تعديل في خصوص ما اتفق عليه نقاد السينما حول اسلوب السرد من خلال الفلاش باك.
فانه من المنطقى أن تتعرض الدراسة في شئ من الإيجاز إلى تقديم ملخص واف للحبكة السينمائية. وهذا الملخص يعتمد على تفريغ شريط الفيلم كما يعرض على الشاشة.
يبدأ الفيلم بصورة بوابة حديدية ضخمة يعلوها حرف (K) دلالة على اسم صاحب الضيعة والقصر "كين: والذي تستعرضه الكاميرا من الخارج في لقطة متابعة بجوار سياج مرتفع من السلك. وتتوقف الكاميرا أمام لافتة مكتوب عليها بالإنجليزية (ممنوع الدخول no trans passing). وتظل الكاميرا بالخارج غير قادرة على اجتياز السياج ولكن يتم الاقتراب تدريجيا ثم اختراق السياج بواسطة العدسة (التلى فوتو) بحيث يبدو القصر كله غارقا في الظلامم. ولا ترى سوى غرفة واحدة بالدور العلوى تظل مضاءة ثم يطفا النور وتصمت الموسيقى التصويرية. واطفاء النور هو دلالة على قدوم الصباح ثم تضاء الأنوار التي تبدو من النافذة تعبيرا عن حلول الليل ويبدأ سقوط البرد.
ثم لقطة ليد تحتل جانبا من الشاشة وهي ممسكة بكرة زجاجية وتظهر شفاه يعلوها شارب وتنطلق الشاه بكلمة واحدة هي (روزبد rosebud). وتتراخى قبضة اليد وتنفلت الكرة الزجاجية وتتدحرج وتصطدم بالأرض ثم تنكسر وتدخل الممرضة التي تقوم بوضع ذراعى الشخص فوق صدره ثم تسحب الملاءة وتغطيه تماما دلالة على وفاته وتقوم بأطفاء نور الغرفة. وباستثناء منظرى الشفاه التي تنطق بكلمة (روزبد) ومشهد دخول اللمرضة فكل ما تقدم يتم رصده من خلف النافذة. لقد سجلت الأحداث في هذا الجزء بكثير من التفصيل والذي سوف يفيدنا عندما نعود اليه مجددا لفحص المعانى الضمنية والدلالات التي تحتويها مشاهد البداية.
ثم يظهر على شاشة سنمائية داخل دار عرض صغيرة لقطات لجريدة سينمائية "new on march" وهي جريدة سينمائية كانت تصدر عن مجلة «تايم الأمريكية». وينطلق صوت المععلق في ذات الوقت الذي تعرض فيه الشاشات لقطات ومشاهد تؤكد سطور التعليق المقروء. وتشرحه وتذيده أيضاحا.
المعلق " زانادو في فلوريدا هو أسطورة يحوى أكبر مساحة للرياضة والترويج (مشاهد لحدائة وشلالات وحمامات سباحة وملاعب). وعلى صحراء خليج فلوريدا أقيم أكبر جبل خاص، وغرست من حوله مائة الف شجرة وكسى الجبل بـــ 20 ألف طن من الرخام وشيد فوقه القصر والمتحف والمقنيات والتمثيل واللوحات التي تكفى عشرات المتاحف (مشاهد لمججموعة مما سبق) اصطبلات خيول وحيوانات الغابة فيلة أسود جمال طيور سحالى زانادو تلى تكلفة بناء الأهرام (مشاهد من الجنازة) وفي الأسبوع الماضى سجى جثمان كوبلاى خان الاكريكى شارلزفوستر كين.
(مبنى قديم) (صوت المعلق) من هذا المبنى كانت البداية حيث أصبح مالكا لــ 37 صحيفة ومؤسستين للنشر وشبكة اذاعية وامبراطورية من محلات التجارة والبقالة ومصانه للورق وأسطول عابر للمحيطات. امبراطورية انتججت خلال خمسين عامل، ثالث أكبر ثورة في اكريكا وتتكون الجريدة السينمائية من عدة فصول قصيرة يتصدر كل فصل عنوان خاص.

## البداية (الحبكة)
المعلق: "بدأت الثروة الأسطورية عام 1886 (صورة للطفل الصغير ثم مع امه في حضور مستر ثاتشر) "بعقد ملكية منجم فضة مهجور في (كولورادو) أعطاه أحد النزلاء لصاحبة الفندق المتواضع مارى كين "(مارى توقع على اوراق منح بنك شيكاغو)" حق إدارة المنجم ووضع ابنها تحت وصاية مستر (وولتر ثاتشر) وبعد سبع وخمسين عاما وقف (ثاتشر) أمام الكونجرس ليوضح موضوع المنجم والضرائب المستحقة. (ثاتشر) يقول الأسلوب الخطر الذي اتبعه (كين) في إدارة الملكية الخاصة يقطع بأنه شيوعى".
في اجتماع عمالى يقول رئيس اتحاد العمال أن (كين) أصبح فاشستيا لوحو (انا أمريكي وسأظل على الدوام أمريكيا توقيع فوستر كين).
1885-1941
المعلق: لقد دفع بلاده إلى الحرب مرة ورفض مرة الاشتراك في النشاط الحزبى علم 1919 , وعاون في ترشيح وانتخاب أحد الرؤساء وحارب من اجل الملايين وكان مكروها من الكثيرين. تزوج مرتين وطلق مرتين (صور من الحرب العالمية الأولى وحفل زواجه من اميلى منرو) الأولى ابنه أخ أحد الرؤساء وتركته عام 1916 وماتت 1918 في حادث سيارة مع ابنها وبعد 16 عام من الزواج (المعلق) لقد دفع بلاده إلى الحرب مرة ورفض مرة الاشتراك في النشاط الحزبى عام 1919, انهار زواجه الأول وبعد اسبوعين من الطلاق تزوج المطربة (سوزان الكسندر) ومن اجلها شيد شيكاغو بتكلفة قدرها 3 مليون دولار (صور للزواج وبناء الأوبرا وبعض العروض الفاشلة) وقبل اتمام البناء كان قد طلق زوجته.
المعلق: لم يحصل على أي منصب حكومى وكانت صحفه قوية ومؤثرة رشح نفسه مستقلا للكونجرس أيدته أفضل العناصر. وكانت الرئاسة هي خطوته التالية وفجأة منى بهزيمة ساحقة وضاعت منه الفرصة السياسية (لقطات لمؤتمرات انتخابية ثم لعناوين تحمل الهزيمة والفضيحة بعد طلاقه من (اميلى مونرو) وزواجه من المطربة المغمورة.
المعلق: ذهب كين في جولته إلى اروربا وظل يكرر «انا امريكى وسأظل أمريكيا» (لقطات للقاءات وخطب وعناوين صحفية لجولة كين ثم عودته).
المعلق: لقد شارك في بناء العالم ثم صار تاريخا " (صورة له وهو يضع حجر الاساس لاحد المنشآت والاسمنت يقع على ملابسه).
المعلق: كان يحاول السيطرة على ما امكن من امبراطوريته المنهارة اعتكف وحاول ان يسيطر على مدرات بلاده كما فعل من قبل.(لقطات له داخل مزرعته والممرضة تدفعة وهو جالس على كرسى متحرك).
المعلق: لم يعد يثق بأحد أوو يصغى اليه (النعى) صوة لسطور النعى وأدركته المنية كما ستدرك كل البشر... كان هذا هو (شارلز فوستر كين) لقطات من اخيات حياته ثم الموكب الجنائزى.
عندما ينتهى الشريط يبدى رئيس التحرير مستر (ولسن) عدم رضائه عن الفيلم الذي يصفه بالسطحية وانه لا يحتمل وجهه نظر وانه مجرد عنوان أو خبرا يقول «لقد مات هذا الرجل»
ثم يوجه فريق العاملين في الجريدة المصورة ويقول المطلوب هو ايجاد وجهه نظر أو فكرة يدور حولها الفيلم، ماذا كانت آخر كلماته. ويطلب من المحرر (طومسون) ان يقوم بعمل عدة مقابلات وان يجرى حوارات مع كل من كان له صله شخثية بمستر (كين. أو من عمل سواء من أحبه أو كرهه وكذلك زوجته الثانية (سوزران). وعليك بالاتصال بكل من لديه تفسير للكلمة الأخيرة التي نطق بها من قبل ان يموت كانت (روزبد) هي الرسالة التي أراد أن يزصلها لنا.
يقوم (طومسون) بعد مقابلات ولقاءات مع كل من سوزان، وثاتشر، وبرنشتشين، وجيد ليلاند وكل ما كان على علاقة وتربطه صله بــ (كين) من اجل بناء ماضي كين وفحص مذكراته.

## الشخصيات
- لعب دور كين (kane)الممثل والمخرج Orson welles.
- لعب دور thompson الممثل william alland .
- لعبت دور susan الممثلة Dorothy comingore .
- لعب دور Bernstein الممثل Everett sloane .
- لعبت دور Emily الممثلة Ruth Warrick .
- لعب دور thatcher الممثل George Coulouris .
- لعب دور الأب الممثل harry shannon .
- لعبت دور الأم الممثلة Agnes Moorehead .